# Lelkowo (gemeente)
De gemeente Lelkowo is een landgemeente in het Poolse woiwodschap Ermland-Mazurië, in powiat Braniewski.
De zetel van de gemeente is in Lelkowo.
Op 30 juni 2004 telde de gemeente 3070 inwoners.

## Oppervlakte gegevens
In 2002 bedroeg de totale oppervlakte van gemeente Lelkowo 197,96 km², waarvan:
- agrarisch gebied: 67%
- bossen: 24%

De gemeente beslaat 16,43% van de totale oppervlakte van de powiat.

## Demografie
Stand op 30 juni 2004:
| Omschrijving                   | Totaal | Totaal | Vrouwen | Vrouwen | Mannen | Mannen |
| ------------------------------ | ------ | ------ | ------- | ------- | ------ | ------ |
| eenheid                        | aantal | %      | aantal  | %       | aantal | %      |
| inwoners                       | 3070   | 100    | 1555    | 50,7    | 1515   | 49,3   |
| bevolkingsdichtheid (inw./km²) | 15,5   | 15,5   | 7,9     | 7,9     | 7,7    | 7,7    |

In 2002 bedroeg het gemiddelde inkomen per inwoner 1663,93 zł.

## Administratieve plaatsen (sołectwo)
Bieńkowo, Dębowiec, Głębock, Grabowiec, Jachowo, Jarzeń, Krzekoty, Kwiatkowo, Lelkowo, Lutkowo, Sówki, Wilknity, Wołowo, Wyszkowo, Zagaje.

## Overige plaatsen
Bartki, Giedawy, Jarzeński Młyn, Mędrzyki, Miłaki, Młyniec, Nałaby, Perwilty, Piele, Przebędowo, Słup, Szarki, Wilknicki Młyn, Wola Wilknicka, Zdrój.

## Aangrenzende gemeenten
Braniewo, Górowo Iławeckie, Pieniężno. De gemeente grenst aan Rusland.